# Stathmós Mourión
Stathmós Mourión (grec moderne : Σταθμός Μουριών) est une localité située dans le dème de Kilkís, dans le district régional de Kilkís, dans la periphérie de Macédoine-Centrale, en Grèce.
Selon le recensement de 2011, elle compte 1 040 habitants.